# Супервест

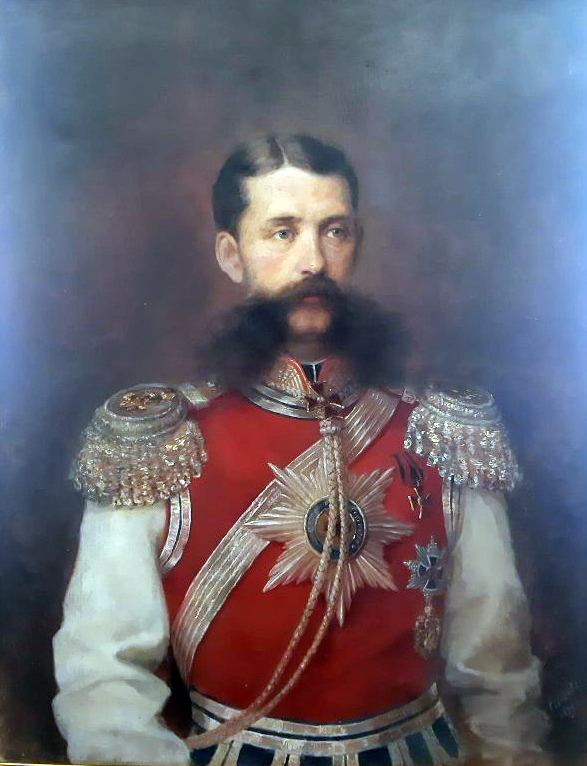
Командир Кавалергардского полка Н. Н. Шипов-старший. Изображён в парадном мундире своего полка (белый колет и поверх него красный суконный супервест). Художник Ф. В. Сычков, 1898 год, музей-заповедник «Царское село».

Супервест (фр. superveste, soubreveste) — особого рода одежда (безрукавый кафтанчик), составляющая принадлежность кавалерского звания некоторых орденов и воинских формирований.

## История
В период создания и развития некоторых монашеских орденов, для выделения кавалерских званий, была придумана особого рода одежда супервест — верхнее парадное орденское одеяние, из различных материалов (бархат, сукно, парча, глазет и так далее), которые могли быть с золочённой, серебрённой отделкой, с различными изображениями. На обшивку супервестов применялся басон или тесьма.
Например при устройстве монашеского ордена Святого Иоанна Иерусалимского одежду его членов составляла чёрная суконная мантия, а когда орден иоаннитов обратился в военное братство, то для его рыцарей был введен красный супервест с нашитым (вышитым) на груди изображением белого мальтийского креста, а поверх него, при выходе из общежития, они надевали латы. Позже супервест Ордена Святого Иоанна Иерусалимского был из чёрного бархата с большим мальтийским крестом спереди и сзади.
При учреждении в некоторых государствах орденов, как знаков отличия, для их кавалеров и официалов было предусмотрено орденское одеяние для участия в орденских праздниках и особых церемониях при императорских (царских) дворах которое могло включать и супервест. 
Позже в вооружённых силах некоторых государств, например России, Франции, супервесты приняты в качестве элемента формы одежды военнослужащих в отдельных формированиях.

## Примеры

### Ордена

#### Россия
Для кавалеров и официалов:
- старшего из русских орденов — ордена Святого Андрея Первозванного, было предусмотрено орденское одеяние которое состояло помимо супервеста, из белого глазета, с золотым галуном, такою же бахромою и с нашитым на груди Андреевским крестом, епанчу и шляпу[6].
- ордена Святого Александра Невского — супервест, серебряный глазетовый, епанча и шляпа[7].
- ордена Святой Анны — супервест (принадлежащий только первой степени) серебряный глазетовый, епанча и шляпа[8].
- и так далее.

### Формирование

#### Россия
В Кавалергардском полку, в комплект дворцовой формы, входил алый (красный) супервест с Андреевской звездой на груди, двуглавым орлом на спине и светло-синей отделкой, надеваемый сверх кафтана. При Всероссийском императоре Павле I был введён красный супервест с изображением белого мальтийского креста и золотых лилий.

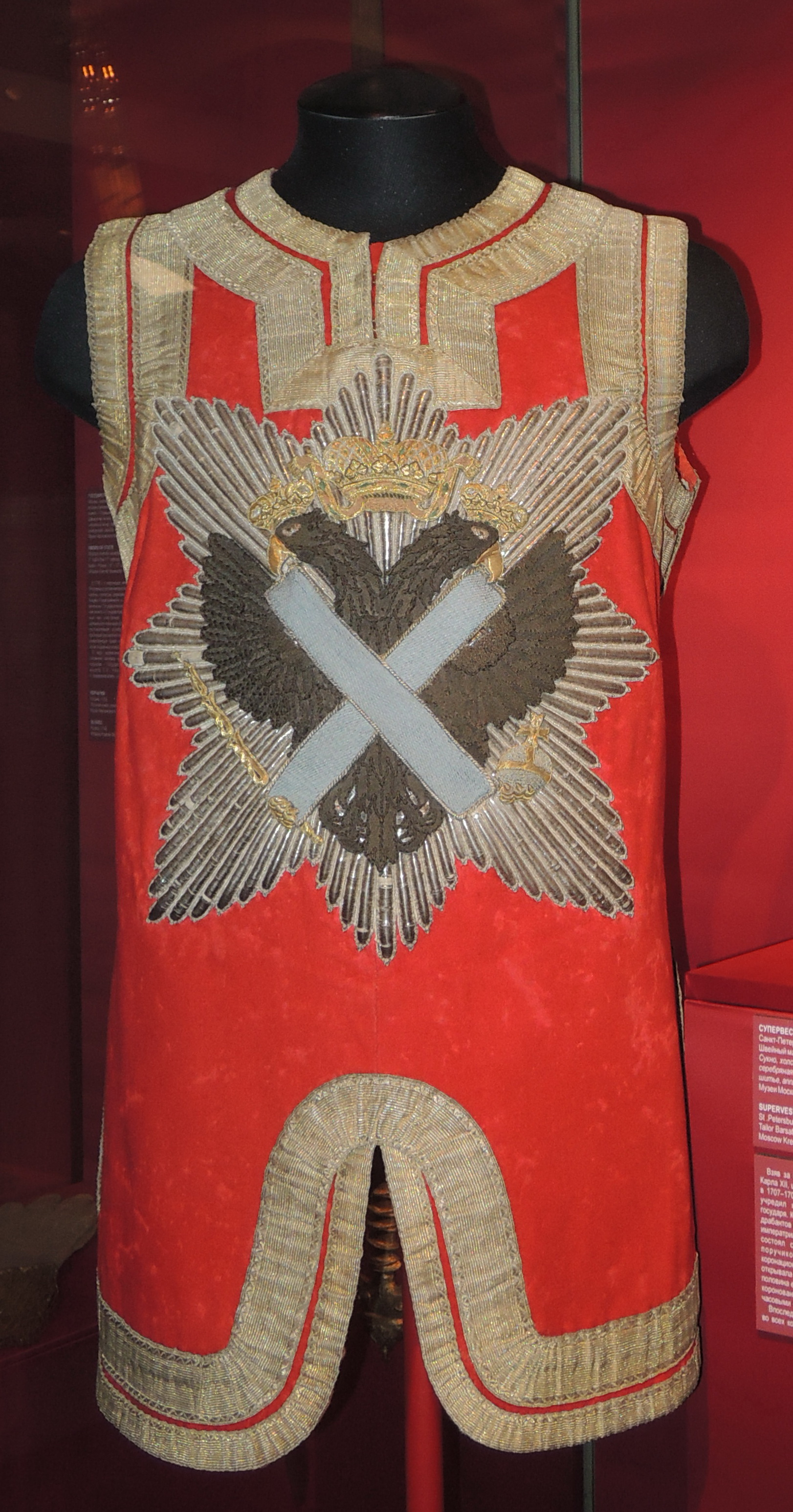
Супервест кавалергардский. Санкт-Петербург, 1742 год. Швейный мастер Барсатиний. Сукно. ММК.
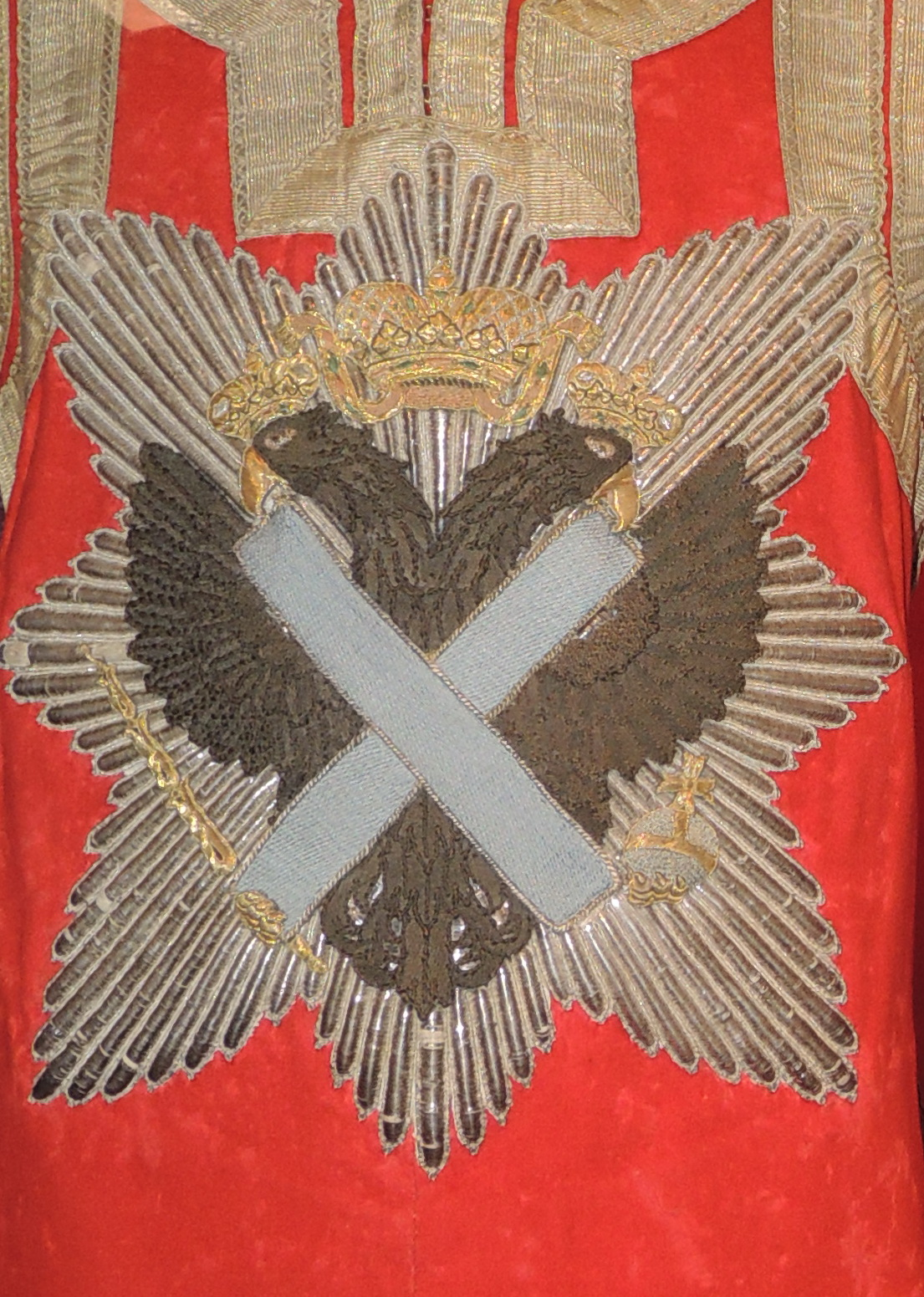
Супервест кавалергардский. Санкт-Петербург, 1742 год. Швейный мастер Барсатиний. Сукно. ММК.

#### Франция
В ротах королевских мушкетёр, после 1688 года, военнослужащие носили голубые супервесты, позже иных расцветок.

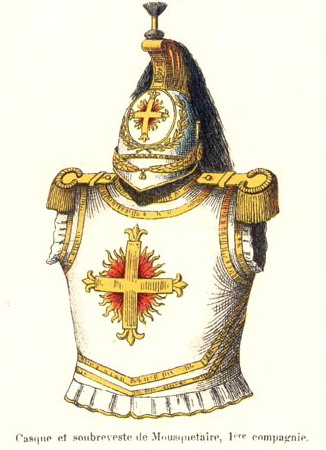
Каска, эполеты и супервест королевских мушкетёров 1-й роты, 1814—1816 годы.
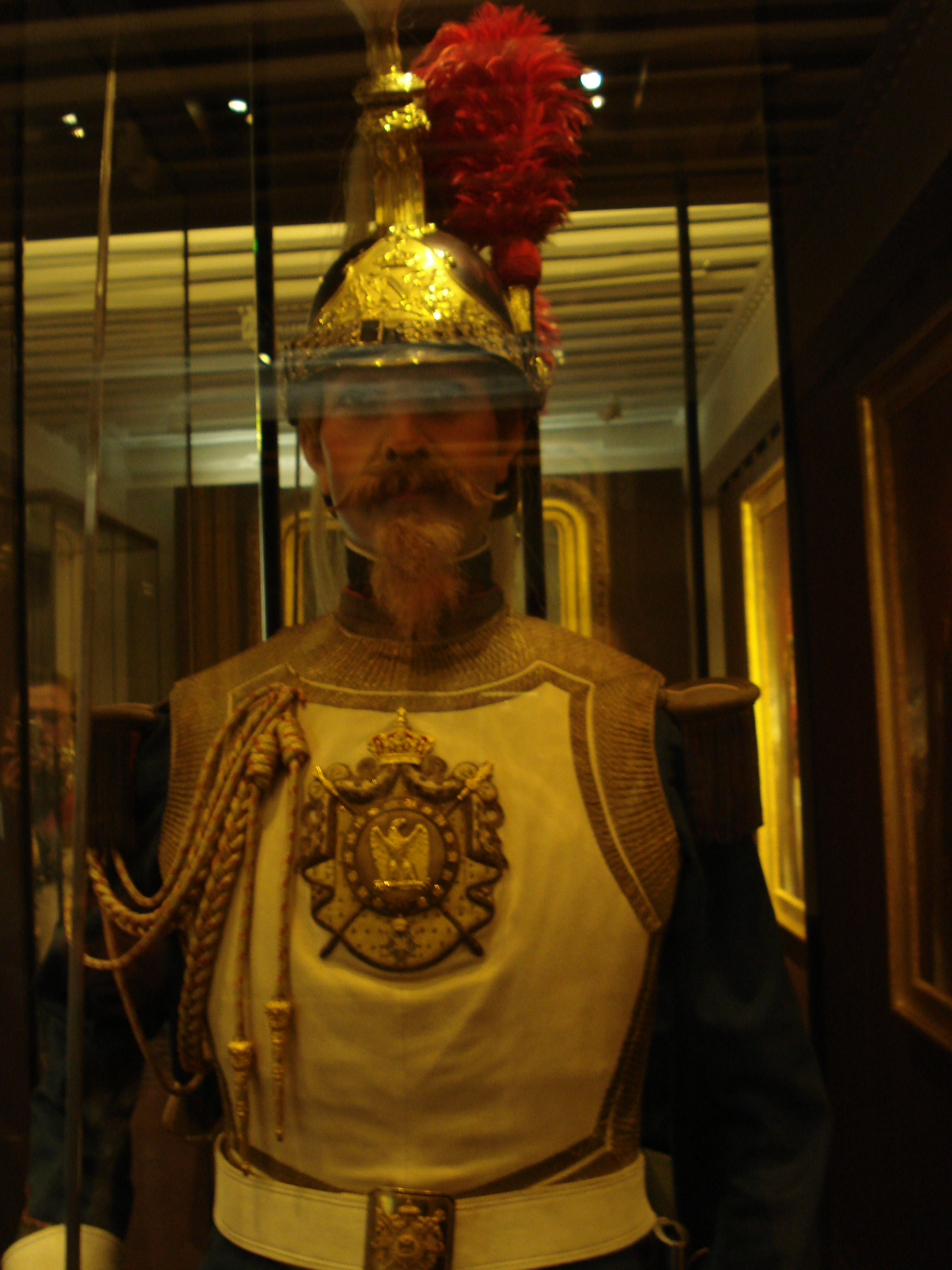
Каска и супервест гвардейского эскадрона Сент-гард (англ.), Вторая империя, Франция.